# Aeroportul Solovki
Aeroportul Solovki (IATA: CSH, ICAO: ULAS) este un aeroport din Solovetsky⁠(d), Solovetsky District⁠(d), Primorsky District⁠(d), Regiunea Arhanghelsk, Rusia. Aeroportul a fost tranzitat în 2017 de 9.873 de pasageri.
Situat la o altitudine de 0 m, aeroportul dispune de 1 pistă.

## Infrastructură

### Piste
Aeroportul dispune de o singură pistă. Pista are orientarea 13/31. 